# فاندهو (ثا أتول)
فاندهو (بالإنجليزية: Vandhoo (Thaa Atoll))‏ هي جزيرة تقع في جزر المالديف يقدر عدد سكانها بـ 388 نسمة .